# Naikilah Perusahaan Minang
Perusahaan Otobus Naikilah Perusahaan Minang, viết tắt PO NPM, là một công ty xe buýt của Indonesia có trụ sở tại Padang Panjang, Tây Sumatra. Được thành lập vào năm 1937, đây là công ty xe buýt hoạt động lâu đời nhất ở Indonesia.

## Lịch sử
Công ty được thành lập vào ngày 1 tháng 11 năm 1937 bởi Bahauddin Sutan Barbangso Nan Kuniang khi liên doanh với một số doanh nhân người Indonesia gốc Hoa ở Padang Panjang. Công ty đạt tiêu chuẩn theo hiến chương vào năm 1948. Bahauddin trước đây tham gia kinh doanh vận tải và điều khiển xe ngựa kéo. Trong những thập kỷ đầu tiên, công ty chỉ phục vụ các tuyến đường giữa các thành phố và thị trấn ở Tây Sumatra, trước khi mở rộng sang các thành phố khác ở Sumatra sau đó là Java vào những năm 1980.
Vào thời kỳ đỉnh cao, công ty vận hành hơn 100 xe buýt, tuyến đường Bukittinggi–Padang đặc biệt quan trọng đối với hoạt động kinh doanh của công ty. Trong những năm 1990 và 2000, hoạt động kinh doanh sa sút do cuộc khủng hoảng tài chính châu Á và sự cạnh tranh từ du lịch hàng không đã buộc công ty phải thu hẹp quy mô, cho đến khi chỉ vận hành 27 xe buýt vào năm 2009. Công ty ngừng hoạt động một thời gian ngắn trong đại dịch COVID-19 vì sự sụt giảm về số lượng hành khách. Đây được coi là công ty xe buýt lâu đời nhất vẫn còn hoạt động ở Indonesia, được điều hành bởi thế hệ thứ ba của gia đình người sáng lập.

## Đội xe buýt và tuyến đường
Tính đến năm 2022, công ty vận hành 80 xe buýt phục vụ các tuyến đường như Padang–Jakarta và Padang–Medan. Các tuyến đường của NPM nối Tây Sumatra với các thành phố khác ở Sumatra và Java, với tuyến đường dài nhất là Bukittinggi–Bandung và tuyến đường ngắn nhất là Bukittinggi–Padang. Đối với hành khách đến Trung Java và Đông Java, công ty có thỏa thuận chuyển đổi xe với các công ty xe buýt khác.